# لويز ماري آن البوربونية
لويز ماري آن البوربونية (بالفرنسية:Louise Marie Anne De Bourbon؛ 18 نوفمبر 1674 - 15 سبتمبر 1681)؛ هي الابنة الغير الشرعية للملك لويس السادس عشر وأشهر عشيقاته مدام مونتيسب.
بعد ولادتها تم تسليمها إلى مدام سكارون التي قامت برعايتها بجوار أشقائها، في يناير 1676 تم إضفاء الشرعية عليها وحصلت على لقب مدموزيل دو تور (Mademoiselle de Tours)، كانت قريبة من شقيقتها الكبرى لويز فرانسواز، توفيت لويز ماري آن في 15 سبتمبر 1681.